# Liane (chanteuse)
Liane, de son vrai nom Liane Fröschen (née le 26 octobre 1978) est une chanteuse allemande.

## Biographie
Elle commence à chanter à 15 ans puis suit une formation de chant classique.
Après des apparitions à la télévision, elle sort en 2005 son premier album, Ich hab’ mich verliebt. Licht & Schatten, le deuxième, sorti en 2008, est produit par Tommy Mustac, Mario Wolf et Christoph Purtscheller (Alpentrio Tirol).
En mars et avril 2008, elle participe à la tournée Frau Wäber präsentiert ihre Stars en compagnie de Feldberger, Oliver Thomas et Hansy Vogt. En 2010, elle fait partie de la tournée Die große DampferShow avec Maxi Arland et présente Die große Ladiner-Gala avec les chanteurs du Grand Prix der Volksmusik, Die Ladiner, Belsy et Florian Fesl.

## Discographie
- 2005 Ich hab’ mich verliebt
- 2008 Licht & Schatten
- 2009 Dein Herzschlag lässt mich spür’n, Single
- 2009 Weihnachten mit Liane
- 2010 LIANE - Für immer

## Source de la traduction
- (de) Cet article est partiellement ou en totalité issu de l’article de Wikipédia en allemand intitulé « Liane (Sängerin) » (voir la liste des auteurs).